# Муротова, Лола Нематовна
Лола Нематовна Муротова (Муродова) (узб. Lola Murotova; 9 марта 1958, Алтыарыкский район, Ферганская область, УзССР, СССР — 30 мая 2022, Алтыарыкский район, Ферганская область, Узбекистан) — Герой Узбекистана. Известный представитель сельскохозяйственной науки, узбекистанский фермер и общественный деятель.
Кавалер высшего звания Героя Узбекистана (2019), почётного звания Заслуженный работник сельского хозяйства Республики Узбекистан, орденов Эл-юрт хурмати (Уважаемому народом и Родиной) и Фидокорона хизматлари учун (За бескорыстную службу) (2017). Была членом правления Комитета по делам женщин Узбекистана, членом депутатской группы УзЛиДеП в Совете народных депутатов Ферганской области, депутатом Сената Олий Мажлиса Республики Узбекистан (2020—2022).
Лола Муротова проработала в сельском хозяйстве более 40 лет. С открытием фермерского движения в Узбекистане она одним из первых основала хозяйство «Нурли обод» и руководила им до конца своей жизни.
По заказу национального агентства Узбеккино снят документальный фильм, посвященный жизни и деятельности Героя Узбекистана Лолы Муротовой.
По инициативе Лолы Муротовой скоростной пассажирский поезд Ташкент—Андижан, поезда Ташкент—Андижан, Андижан—Бухара, Андижан—Хива, Андижан—Термез начали останавливаться на железнодорожной станции Алтыарыка по 3 минуты.
Скончалась 30 мая 2022 года.